# Hermann Großmann (Ökonom)
Hermann Großmann (* 5. Oktober 1872 in Ober-Buchwald, Oberschlesien; † 21. Februar 1952 in Leipzig) war ein deutscher Ökonom und Professor an der Handelshochschule Leipzig.
Großmann erhielt 1900 das Handelslehrerdiplom der Handelshochschule Leipzig. Sein Lehrer war Abraham Adler. Ab 1916 war er dort Ordinarius, bereits 1903 hatte er an der Eberhard Karls Universität Tübingen bei dem Nationalökonomen Gustav von Schönberg promoviert. Besonders aktiv war er im Bereich der betriebswirtschaftlichen Steuerlehre und gründete 1920 das Steuerinstitut in Leipzig. Er gehörte dem Corps Hermunduria Leipzig an.
Ungefähr ab 1923 war er Bearbeiter der von Carl Franz Findeisen begründeten Lehrbücher Grundriss der Betriebswirtschaft und Leitfaden der Handelswissenschaft (Findeisen-Großmann). Im November 1933 unterschrieb er das Bekenntnis der Professoren an den deutschen Universitäten und Hochschulen zu Adolf Hitler. Er trat zum 1. Mai 1933 in die NSDAP ein (Mitgliedsnummer 2.430.721), um dem Wunsch des Rektors Gerhard Wörner zu genügen, für die Hochschule einige Parteimitglieder vorzeigen zu können. Er hielt sich für einen bloßen „Namens- und Nadelträger“. Sein Gegner in der Hochschule, Ernst Schultze, hielt ihn dagegen für einen Philosemiten. (Mantel, S. 230)
Großmann wurde auf dem Alten Annenfriedhof in Dresden beigesetzt, sein Grab ist jedoch nicht erhalten.

## Schriften (Auswahl)
- Die kommunale Bedeutung des Strassenbahnwesens. Beleuchtet am Werdegange der Dresdner Strassenbahnen. Baensch, Dresden 1903 (Dissertation Universität Tübingen).
- Der Handelsboykott gegen Deutschland in französischer Beurteilung. Hobbing, Berlin 1918.
- Rohstoffkrieg oder Wirtschaftsfrieden? Auf Grund von parlamentarischen Verhandlunge in Frankreich und Deutschland. Globus Wiss. Verlags-Ges., Dresden/Leipzig 1918.
- Abschreibung und Steuer. Unter besonderer Berücksichtigung der neuen Abschreibungsfragen. Spaeth & Linde, Berlin 1921.
- Die Betriebsbilanz und die Betriebs-Gewinn und -Verlustrechnung nach dem Gesetz vom 5. Februar 1921. Spaeth & Linde, Berlin 1921.
- Grundlagen der Bilanzlehre mit Hinweisen auf das Steuerrecht. 2. Aufl. Spaeth & Linde, Berlin 1922.
- (mit Albert Simonson u. Alois Zeiler): Im Kampf für eine gerechte Aufwertung. Wirtschaftliche Gründe für eine gerechte Aufwertung und Vorschläge zu ihrer Durchführung. Muthsche Verl.-Buchh., Stuttgart 1924.
- Die Abschreibung vom Standpunkt der Unternehmung, insbesondere ihre Bedeutung als Kostenfaktor. Spaeth & Linde, Berlin 1925.
- Grundzüge des Zahlungsverkehrs. Spaeth & Linde, Berlin 1931.